# Ford CDW27
Платформа Ford CDW27 — це колишня автомобільна платформа, яку компанія Ford виробляла на світових ринках з 1993 по 2007 рік. Використовувалася для автомобілів середнього розміру, 
архітектура CDW27 була «світовим автомобілем»  (спільно розроблена Ford і Mazda), ставши другим світовим автомобілем Ford (після Ford Escort 1980 року).
Архітектура CDW розроблялася протягом шести років і коштувала 6 мільярдів доларів на момент запуску в 1993 році;  спільна розробка заощадила приблизно 25% порівняно з розробкою окремих автомобілів для Ford і Ford of Europe.  Глобальна та американська версії повинні були мати приблизно 75 відсотків спільності частин. 
Похідна від платформи Mazda GE (використовується Mazda Cronos/626 і Mazda MX-6/Ford Probe), платформа замінила платформу DE-1 (Ford Sierra) і платформу CE14 (Ford Tempo/Mercury Topaz) під назвою один товарний асортимент. Вперше використану для Ford Mondeo 1993 року,  Північна Америка почала використовувати CDW27 у 1995 році з Ford Contour.
У 2000-х роках архітектуру було скасовано на користь двох платформ середнього розміру, розроблених окремо; архітектура CD3 (розроблена спільно з Mazda) використовувалася в Північній Америці, а архітектура EUCD (спільно з Volvo) використовувалася Ford of Europe.

## Моделі

### CDW27 (перше покоління)
- Ford Mondeo Mk I (1993–1996)
- Ford Contour (1995–2000)
- Ford Cougar (1999–2002)
- Mercury Mystique (1995–2000)
- Mercury Cougar (1999–2002)

### CD162 (друге покоління)
- Ford Mondeo Mk II (1996–2000)

### CD132 (третє покоління)
- Ford Mondeo Mk III (2000–2007)
- Jaguar X-Type (2001–2009)